# Surin (tỉnh)
Surin (tiếng Thái: สุรินทร์) là một tỉnh (changwat) thuộc vùng Isan của Thái Lan. Các tỉnh lân cận (từ phía tây theo chiều kim đồng hồ) là Buriram, Maha Sarakham, Roi Et và Sisaket. Về phía nam, tỉnh này giáp  tỉnh Oddar Meancheay của Campuchia.

## Cơ cấu dân số
60% dân số nói tiếng Kuy

## Các đơn vị hành chính
Tỉnh này có 13 huyện (amphoe) và 4 tiểu huyện (King Amphoe). Các huyện có 158 xã (tambon) và 2011 thôn (muban).
| Amphoe                                                                                          |                                                                          | King Amphoe                                                   |
| ----------------------------------------------------------------------------------------------- | ------------------------------------------------------------------------ | ------------------------------------------------------------- |
| 1. Mueang Surin 2. Chumphon Buri 3. Tha Tum 4. Chom Phra 5. Prasat 6. Kap Choeng 7. Rattanaburi | 1. Sanom 2. Sikhoraphum 3. Sangkha 4. Lamduan 5. Samrong Thap 6. Buachet | 1. Phanom Dong Rak 2. Si Narong 3. Khwao Sinarin 4. Non Narai |